# Лесная Шошма
Лесная Шошма — река в России, протекает по территории Тужинского и Яранского районов Кировской области, образуя границу между ними. Устье реки находится в 48 км по левому берегу реки Ярань. Длина реки составляет 20 км.
Исток реки находится в лесах южнее деревни Чумуры (Михайловское сельское поселение) и в 16 км к северо-западу от Яранска. Течёт на восток, в среднем течении протекает деревни Пресново и Зубари и несколько нежилых. Впадает в Ярань около деревни Пачи-Югунур.

## Данные водного реестра
По данным государственного водного реестра России относится к Камскому бассейновому округу, водохозяйственный участок реки — Вятка от города Котельнич до водомерного поста посёлка городского типа Аркуль, речной подбассейн реки — Вятка. Речной бассейн реки — Кама.
Код объекта в государственном водном реестре — 10010300412111100037051.